# Малотт, Майк
Майк Малотт (англ. Mike Malott; род. 7 ноября 1991 год, Берлингтон, Онтарио, Канада) — канадский боец смешанных боевых искусств, выступающий в полусредней весовой категории под эгидой UFC. Ранее он выступал в WSOF, Bellator и Cage Fury Fighting Championships.

## Биография
Майк Мэлотт начал тренироваться в House of Champions в Стоуни-Крик, Онтарио, у Кру Алин Халмагеан, когда ему было 17 лет
Малотт получил послевузовское образование в Университете Далхаузи в Галифаксе, Шотландия, и тренировался в Titans MMA, находясь на восточном побережье. Во время учебы в университете Малотт провел свой первый профессиональный бой по правилам ММА на турнире ECC 12: Rage против Джеймса Сондерса, одержав победу сабмишеном в первом раунде.
Младший брат Майка Мэлотта, Джефф Мэлотт, — профессиональный хоккеист, в настоящее время имеющий контракт с клубом «Los Angeles Kings», выступающим в Национальной хоккейной лиге

## Карьера

### Ранняя карьера
Выиграв свои первые четыре профессиональных боя, Малотт потерпел первое поражение от Хакима Даводу в 2014 году, а его следующий матч закончился вничью с Усманом Томасом Дианем в 2015 году. В следующем бою Малотт встретился в 2017 году с Крейгом Шинтани за вакантный титул чемпиона XFFC в легком весе. Он выиграл бой нокаутом за 36 секунд.
В конце 2017 года Малотт взял длительный перерыв. Вместо этого он сосредоточился на своих навыках грэпплинга, участвуя во многих супербоях BJJ и заслужив черный пояс.  В это же время он также начал тренировать ударную технику в Team Alpha Male в Сакраменто, Калифорния. За время своего пребывания там он секундировал бойцов UFC, включая Юрайя Фабер и Коди Гарбрандта.
После трехлетнего перерыва Малотт вернулся в ММА в декабре 2020 года для Cage Fury 91 в Ланкастере, штат Пенсильвания. Он выиграл бой у Соломона Ренфро в первом раунде. 
После победы над Ренфро, Малотт получил место в 5 сезоне Dana White's Contender Series и должен был встретиться с Шимоном Смотрицким.  Малотт победил Смотрицкого удушающим приемом «гильотина» в первом раунде и получил контракт UFC.

### Ultimate Fighting Championship
Дебют Мэлотта в промоушене состоялся 9 апреля 2022 года в бою против Микки Галла на UFC 273. Мэлотт выиграл бой техническим нокаутом в первом раунде.
Затем Малотт встретился с канадцем Йоханом Лайнессом 25 февраля 2023 года на UFC Fight Night: Muniz vs. Allen . Он выиграл бой с помощью удушающего приема «Ручной треугольник» в первом раунде. Эта победа принесла Малотту первую премию «Выступление вечера».
10 июня 2023 года на турнире UFC 289 в Ванкувере, Британская Колумбия, Малотт встретился с Адамом Фьюгиттом. Он выиграл бой с помощью удушающего приема во втором раунде. Эта победа также принесла Мэлотту второй бонус подряд «Выступление вечера».
20 января 2024 года на турнире UFC 297 Малотт встретился с Нилом Магни. После доминирования над Магни на протяжении 3 раундов, Малотт проиграл бой техническим нокаутом в третьем раунде за 15 секунд до гонга.
Бой Малотта с Гилбертом Урбиной должен был состояться 13 июля 2024 года на турнире UFC on ESPN 59. Однако Урбина снялся с боя по неизвестным причинам, а Малотт решил не драться с другим противником из-за травмы, полученной во время тренировки, поэтому бой был отменен.
2 ноября 2024 года на турнире UFC Fight Night 246 Мэлотт встретился с Тревином Джайлсом. Он выиграл бой единогласным решением судей. 
Бой Мэлотта с Чарли Радтке запланирован на 10 мая 2025 года на турнире UFC 315.

## Титулы и достижения

### Ultimate Fighting Championship
- - «Выступление вечера» (два раза) vs. Йохана Лайнесса и Адама Фьюгитта.

### Xcessive Force Fighting Championship
- - Чемпион в лёгком весе (один раз, бывший)

## Статистика в смешанных единоборствах
| Боёв 15  | Побед 12 | Поражений 2 |
| -------- | -------- | ----------- |
| Нокаутом | 5        | 2           |
| Сдачей   | 6        | 0           |
| Решением | 1        | 0           |
| Ничьи    | 1        | 1           |

| Результат | Рекорд | Соперник          | Способ                     | Турнир                                     | Дата             | Раунд | Время | Место                                 | Примечание                                                     |
| --------- | ------ | ----------------- | -------------------------- | ------------------------------------------ | ---------------- | ----- | ----- | ------------------------------------- | -------------------------------------------------------------- |
| Победа    | 12-2-1 | Чарльз Радтке     | KO (удары)                 | UFC 315                                    | 10 мая 2025      | 2     | 0:26  | Монреаль, Квебек, Канада              |                                                                |
| Победа    | 11-2-1 | Тревин Джайлс     | Единогласное решение       | UFC Fight Night: Морено vs. Альбази        | 2 ноября 2024    | 3     | 5:00  | Эдмонтон, Альберта, Канада            |                                                                |
| Поражение | 10-2-1 | Нил Магни         | TKO (удары)                | UFC 297                                    | 20 января 2024   | 3     | 4:45  | Торонто, Онтарио, Канада              |                                                                |
| Победа    | 10-1-1 | Адам Фьюгитт      | Сдача (гильотина)          | UFC 289                                    | 10 июня 2023     | 2     | 1:06  | Ванкувер, Британская Колумбия, Канада | «Выступление вечера» (2)                                       |
| Победа    | 9-1-1  | Йохан Лайнесс     | Сдача (ручной треугольник) | UFC Fight Night: Муниз vs. Аллен           | 25 февраля 2023  | 1     | 4:15  | Лас-Вегас, Невада, США                | «Выступление вечера» (1)                                       |
| Победа    | 8-1-1  | Микки Галл        | TKO (удары)                | UFC 273                                    | 9 апреля 2022    | 1     | 3:41  | Джексонвиль, Флорида, США             |                                                                |
| Победа    | 7-1-1  | Шимон Смотрицкий  | Сдача (гильотина)          | Dana White's Contender Series 42 (5 сезон) | 5 октября 2021   | 1     | 0:39  | Лас-Вегас, Невада, США                |                                                                |
| Победа    | 6-1-1  | Соломон Ренфро    | Сдача (удушение сзади)     | Cage Fury FC 91                            | 18 декабря 2020  | 1     | 1:42  | Ланкастер, Пенсильвания, США          | Дебют в полусреднем весе                                       |
| Победа    | 5-1-1  | Крейг Шинтани     | KO (удары)                 | Xcessive Force FC 13                       | 3 февраля 2017   | 1     | 0:36  | Гранд-Прерт, Альберта, Канада         | Завоевал вакантный титул чемпиона XFFC в лёгком весе           |
| Ничья     | 4-1-1  | Усман Томас Диань | Решение большинства        | Bellator 142: Dynamite                     | 15 сентября 2015 | 3     | 5:00  | Сан-Хосе, Калифорнии, США             |                                                                |
| Поражение | 4-1    | Хаким Даводу      | TKO (удары)                | WSOF 14                                    | 11 октября 2014  | 1     | 4:13  | Эдмонтон, Альберта, Канада            | Вернулся в полулёгкий вес ; Мэллот не сделал вес (147.3 фунта) |
| Победа    | 4-0    | Аллан Уилсон      | KO (колено и удары руками) | Substance Cage Combat 2.0                  | 30 мая 2014      | 1     | 1:29  | Торонто, Онтарио, Канада              | Дебют в лёгком весе                                            |
| Победа    | 3-0    | Джон Уильямс      | TKO (колено)               | Extreme Cage Combat 16                     | 9 марта 2013     | 1     | 0:15  | Галифакс, Новая Шотландия, Канада     |                                                                |
| Победа    | 2-0    | Майкл Императо    | Сдача (армбар)             | East Coast FP: Resurgence                  | 27 мая 2011      | 1     | 2:00  | Trenton, Nova Scotia, Canada          |                                                                |
| Победа    | 1-0    | Джеймс Сондерс    | Сдача (армбар)             | Extreme Cage Combat 12                     | 16 апреля 2011   | 1     | 0:32  | Halifax, Nova Scotia, Canada          | Дебют в полулёгком весе                                        |